# Костенко, Александр Степанович
Александр Степанович Костенко — советский хозяйственный, государственный и политический деятель.

## Биография
Родился в 1893 году в деревне Щёткино. Член КПСС с 1912 года.
С 1905 года — на хозяйственной, общественной и политической работе. В 1905—1989 гг. — рабочий, участник социал-демократического и большевистского подполья, участник Первой мировой войны, председатель подпольного комитета Речицкой организации РСДРП(б), участник Октябрьской революции, участник Гражданской войны, советский и хозяйственный работник в Речицком районе и городе Речица, участник Великой Отечественной войны, политрук хирургического полевого передвижного госпиталя № 899 7-й гвардейской армии, ветеран революционного движения.
Делегат 5-го Всероссийского съезда Советов.
Почетный гражданин г. Речицы (1968).
Умер в Речице в 1989 году.